# 超SD戦国伝 武神輝羅鋼
超SD戦国伝 武神輝羅鋼（ちょうエスディーせんごくでん ぶじんきらはがね）は、武者ガンダムシリーズの第8作である。漫画版のタイトルは『超武者ガンダム 武神輝羅鋼』。

## 概要
プラモデルBB戦士の組立説明書に掲載されている漫画『コミックワールド』と、『コミックボンボン』での漫画連載（漫画：神田正宏）で展開された。本作からのシリーズ名は、「超SD戦国伝」となっている。
本作は、天宮で破壊活動を行う百鬼夜行衆とそれに対する頑駄無軍団との戦いの物語である。登場人物は主に『新機動戦記ガンダムW』などのキャラクターや兵器がモデルになっている。
『超機動大将軍』の15年後を描いた続編であるため、前作の人物が多数登場している。記憶喪失の武者天零頑駄無の秘密や、飛駆鳥大将軍の息子である武威凰大将軍と武羅星頑駄無の関係などの謎によって物語を牽引している部分もある。前作・前々の登場人物の血縁者も多数登場。劇中ではさほど強調されてはいないが、実は世代の違う可能性がある者も少なくない。
前作で初登場した輝羅鋼と呼ばれる特殊な加工を行ったパーツが本作から多数のキットに使われており、豪奢な造型を成している。特に大将軍のウイングパーツに多く使われ、普通のプラスチックでは表現しにくい細かな造型・彩色を再現している。ある意味でシリーズ中もっとも豪華なキットシリーズである。
このシリーズの後、武者ガンダムシリーズの展開は徐々に縮小していった。

## 登場人物
括弧内はモチーフとなった兵器・キャラクター。ただし、モチーフについて公式には発表されていないので諸説ある。

### 天宮
天零頑駄無＜テンレイガンダム＞（ウイングガンダムゼロ）
記憶喪失の武者。記憶を失っていながらも善悪の区別は付いており、百鬼夜行衆と戦う道を選び、頑駄無軍団の一員となる。その容姿や言動から行方不明の號斗丸に重ねられ、「時を超えて戻ってきた」や「生まれ変わり」と推測されたが、その正体は號斗丸の弟子。5年前、百鬼夜行衆（漫画版は邪麗の攻撃から號斗丸を庇って死亡）に殺害され、羽荒斗頑駄無の蘇生術で、號斗丸と魂を共有することで甦ったが、その影響で記憶喪失になっていた。戦闘形態になることで、必殺技の天動奥義・鬼刃閃空斬を放つ鬼刃閃空斬形態にも変形可能となる。輝羅鋼の神器を纏うことで輝羅鋼形態になる（この時は號斗丸の意識が前面に出る）。
天零という名は獣破が容姿からなんとなく付けた仮の名だったが、偶然にも本名だった。漫画版では、雷龍が鎧に在った｢零｣の字と天から現れたと言う事から名づけ、本名と判明したエピソードが用意された。幼馴染によると、子供時代は「暴れん坊だけど優しくて良い奴」とのこと。
武器
零明刀
BB戦士 No.158。
輝神大将軍獅龍凰＜キシンダイショウグン シリュウオウ＞
天零が新八紘の陣によって転生した姿。獅天鎧、龍天鎧、凰天鎧からなる輝獣の鎧を身にまとう。輝獣獅龍凰に変型することで、究極天動奥義・閃光輝獣撃の使用が可能となる。
BB戦士 No.167。劇中では天零が変身した姿だが、BB戦士では新號斗丸の強化形態となっている。新凰の月光爆星砲、刀流義守の大型剣を装備できる。
闘破武者天零頑駄無＜トウハムシャ・テンレイガンダム＞（ウイングガンダム（EW版））
百鬼夜行衆との戦いの後、號斗丸と分離した天零が更なる修行を積んで闘破武者を名乗った姿。
武威凰大将軍＜ブイオウだいしょうぐん＞（ガンダムダブルエックス）
飛駆鳥大将軍の長男で、現在の大将軍。対翼鳳凰（ツインフェニックス）と合体して輝星鳳凰（スターフェニックス）になる。必殺技は天動奥義・天風閃光斬。頑駄無轟炎王の鉄鋼獅子と合体して轟炎武威凰大将軍となる。新八紘の陣の一角。
物語当初から大将軍ながら、若いため中盤の活躍が目立った武者ガンダムシリーズでも珍しい大将軍である。
武器
光明丸/大目牙対翼撃砲＜オメガツインスマッシャー＞/回転銃盾＜ガトリングシールド＞/大刃盾＜ソードシールド＞
BB戦士 No.163。No.139 飛駆鳥大将軍の兜を装備できる。限定版として、轟炎王とセットで成型色が一部変更された轟炎武威大将軍も発売された。
獣破頑駄無＜ジュウハガンダム＞（ガンダムヘビーアームズ改）
大将軍つきの御庭番。白虎丸に変型する。まとう闘刃の鎧は武器形態にもなる。必殺技は天動奥義・疾風闘刃の術。天零を助け名づけた人物。新八紘の陣の一角。
コミックワールドと漫画版では若干、口調が異なっている。
漫画版の最終決戦では影舞乱夢にも輝羅鋼があるのかを確かめるべく、影舞乱夢に使者として向かった為、真闇元帥との戦いには未参加。
武器
疾風剣/回転手裏剣砲/銀の牙
BB戦士 No.159。
砕牙頑駄無＜サイガガンダム＞ / 砕虎導牙＜サイコドーガ＞（ガンダムデスサイズヘル / ギラ・ドーガ（サイコミュ試験タイプ））
百鬼夜行衆に師匠の息子を人質にとられ、砕虎導牙として百鬼夜行衆に参加していた。百烈将に助力されたため頑駄無軍に身を投じる。必殺技は天動奥義・回転大切乱舞。新八紘の陣の一角。
漫画版の最終決戦では天宮の防衛に専念していた為、真闇元帥との戦いには未参加だった。
武器
兜砕牙
BB戦士 No.160。
百烈将頑駄無＜ヒャクレツショウガンダム＞（プロトＺ）
先代飛駆鳥大将軍から仕える天宮の軍師。『武者七人衆編』に登場した百士貴の末裔。飛翔爆炎撃発射形態に変型する。必殺技は天動奥義・飛翔爆炎撃。新八紘の陣の一角。
漫画版での最終決戦時は天宮の防衛に専念していた為、真闇元帥との戦いには未参加だったが、戦い終えた直後、獣破と砕牙と共に天零たちと合流した。
武器
飛燕の弓/邪滅の矢/新破守駄砲＜ネオバスターキャノン＞/新対頭破主駄＜ネオツインバスター＞
BB戦士 No.161。No.53 百士鬼改の流用。
鉄機武者爆進丸＜テッキムシャ・バクシンマル＞（ΖΖガンダム、Z－Ⅱ）
鋼丸以前に爆流頑駄無が造った鉄機武者の試作零號機。本来なら彼が兄になるはずだったが制御が困難になった為、一時、製造を中断。その後、鋼丸が先に完成したことで自身は弟になった。
自我を持っているが、鋼丸のような感情を持っておらず、その表れとして、目も虚ろになっている。鋼丸にあって、自分にないものが「友」であると考えた彼は心の友と呼べる人物を探すべく、修行の旅に出る。
漫画版では『超機動大将軍』の後日談で初登場。感情を学ぶための旅をしている最中、山賊に襲われている村を守っていたが山賊に「木偶人形」呼ばわりされたことに怒って、金剛形態となり暴走。四天王の活躍で正気に戻った後は四天王と共に再び旅に出た。
本作においては感情を学んでいったことで目つきは変わり、一人称も「僕」から「私」に変化。四天王と別れた後も旅を続けていたが、その最中に百鬼夜行衆に捕まり、背中に洗脳装置を付けられ、金剛形態の姿で烈帝城を襲撃。頑駄無轟炎王の活躍により、洗脳が解けて、正気に戻る。
守護メカ「目牙戦車（メガタンク）」と合体する事で武者形態となり、さらに「武者大目牙戦車（ムシャオメガタンク）」へ変形する。鋼丸と同様にリアル体型の「金剛爆進丸形態」にもなれるが、わずかに芽生えた自我さえも失ってしまう。
『機動武者大戦』では號斗丸と共に旅をしており、その時点で喜怒哀楽の中で「怒」「楽」の感情を得ていた。
コミックワールドでは爆流に「鋼丸のような感情がないのは號斗丸のような友がいないからだ」と指摘され、箪笥に仕舞い込まれていた號斗丸の手配書から「友とはお尋ね者の事である」と勘違いするといった、若干とぼけた一面があり、爆流は返答に詰まってしまう。
武器
名刀・鋼刃/大目牙閃光銃＜オメガビームライフル＞/回転機関砲＜ガトリングキャノン＞
BB戦士 No.156。No.142 鋼丸の流用。鋼丸同様、分解して闘覇五人衆用の武器となる。
大旋鬼頑駄無＜ダイセンキガンダム＞ / 武者牙流紅具＜ムシャゲルググ＞
武威凰大将軍直属の超将軍。砕牙の師匠。武者牙流紅具として百鬼夜行衆に潜入していた。璽悪の部隊に潜入し、これを壊滅させ百鬼夜行衆の襲撃を未然に防ぐ活躍を見せる。後に、魔殺駆の部隊への潜入捜査に失敗し、魔殺駆に捕らわれ操られていたが、彼の捜索に来た撃流破頑駄無に助けられた。一説では荒鬼頑駄無の息子ではないかとの憶測がなされていた。漫画版では、最終話にて登場。白龍大帝を救出した。
剣/銃/旋風六角独楽＜トルネードロッカクゴマ＞
BB戦士 No.168。No.123 荒鬼頑駄無の流用。
撃流破頑駄無＜ゲキリュウハガンダム＞
武威凰大将軍直属の超将軍。爆流頑駄無の弟子。以前、大砲の暴発事故により重傷を負い、全身を鋼化しており、撃鋼形態では通常の5倍の能力を発揮する。漫画版では、最終話にて登場。阿修羅王を救出した。
武器
撃流刀/爆炎打撃砲
BB戦士 No.169。No.135 爆流頑駄無の流用。
武者號斗丸 / 新號斗丸＜ネオゴッドマル＞（ゴッドガンダム）
前作の主人公。魔星大将軍との戦いの中で行方不明になっていたが旅をしていたらしく、その途中で天零と出会い、剣の修行をしていた。歳月が経過したためか、一人称が「俺」から「私」に変わった。
終戦後は天零と分離し、天界武者新號斗丸として、羽荒斗頑駄無と共に旅立った。
BB戦士では輝神大将軍獅龍凰の軽装形態という扱い。

#### 闘覇四天王
火炎の輝龍＜カエンのキリュウ＞（ドラゴンガンダム）
輝龍頑駄無が火の鎧を受け継いで闘覇四天王となった姿。
漫画版では刀で戦い、兵たちを指揮するシーンも描かれた。やんちゃだった15年前と異なり、落ち着いた性格になっている。
疾風の真紅主＜ハヤテのマックス＞（ガンダムマックスター）
武者真紅主が風の鎧を受け継いで闘覇四天王となった姿。
漫画版には未登場。
密林の鷺主＜ミツリンのローズ＞（ガンダムローズ）
武者鷺主が林の鎧を受け継いで闘覇四天王となった姿。
漫画版では烈帝城防衛戦で再登場を果たした。
巨山の冒流刀＜キョザンのボルト＞（ボルトガンダム）
武者冒流刀が山の鎧を受け継いで闘覇四天王となった姿。
漫画版には未登場。

### 影舞乱夢
雷龍頑駄無＜ライリュウガンダム＞（アルトロンガンダム）
頑駄無白龍大帝の息子。神龍雷激波形態に変型する。必殺技は天動奥義・神龍雷激波。本人曰く「雷の皇子」（漫画版）。即位の挨拶で天宮を訪れ、そのまま戦いに参加した。新八紘の陣の一角。
具体的な年齢は記されておらず、劇中でも武威凰らと同年代のように描かれているが、雷龍の父・頑駄無白龍大帝は武威凰・新凰兄弟の祖父・新生大将軍と同世代である為、武威凰・新凰兄弟とは一世代の差がある。
武器
神龍戟
BB戦士 No.157。
頑駄無雷龍大帝＜ガンダムライリュウタイテイ＞（アルトロンガンダム（EW版））
百鬼夜行衆との戦いの後、影舞乱夢に戻った雷龍が龍帝の座を継いだ姿。

### 赤流火穏
頑駄無轟炎王＜ガンダムゴウエンオウ＞（ガンダムサンドロック改）
頑駄無阿修羅王の息子。不知火頑駄無の造ったからくり獅子・鉄鋼獅子（メタルレオ）が変型する鋼動甲冑（パワーローダー）に乗る。必殺技は天動奥義・討魔七星戟。鋼動甲冑は武威凰大将軍と合体し、轟炎武威凰大将軍へと強化することが出来る。29人の姉がおり、うち一人が前作で登場した農鈴。新八紘の陣の一角。本作で唯一、一人称が「僕」のキャラクター。
実年齢としては本作の登場人物の中で下の部類に入るが、父・阿修羅王が武威凰・新凰兄弟の祖父・新世大将軍と同世代である為、世代に関しては雷龍同様一世代の差がある。
漫画版では赤流火穏で発見された輝羅鋼の獅子を詳しく調べる為、天宮に赴いたことになっている。
武器
轟熱曲刀＜ヒートショーテル＞/三牙の爆甲/六神剛槍
BB戦士 No.164。

### 百鬼夜行衆
頑駄無闇元帥 / 真闇元帥 / 暗黒闇元帥
百鬼夜行衆の頭領。飛駆鳥大将軍に敗れた闇魔神が、魔星頑駄無の動乱に乗じて魂のみ復活。巫女の御麗に憑依し邪麗となり軍団を構築。さらに武羅星を取り込んで誕生した。必殺技は覇道奥義・邪龍魔刃暗闇斬り。
武羅星を排除し、真闇元帥と化し、更に魔界の力を吸収して暗黒闇元帥として復活した。
後に『ムシャ戦記 光の変幻編』において天魔大帝によって再び復活。後付け設定ではあるが、天魔大帝の分身の一つであることが判明する。その為、闇元帥のかつての姿である闇帝王や闇魔神も天魔大帝の分身ということになる。
武器
魔刃の剣/邪龍の鞭
BB戦士 No.162。真闇元帥、武羅星、邪麗を組替えで再現可能。
武羅星頑駄無＜ブラスターガンダム＞(ガンダムエピオン）
魔星の息子。前作後は邪麗によって育てられ、父の仇である頑駄無軍団を狙う。大将軍(血縁上は又甥)と敵対するがその正体は武威凰の生き別れた双子の弟・武威之助である事が発覚した。自分の出自に混乱する中邪麗に取り込まれ頑駄無闇元帥となってしまう。
BB戦士では闇元帥の組替えにより再現可能。
新凰頑駄無＜シンオウガンダム＞（ガンダムX）
武羅星が兄・武威凰と親友・刀流義守により闇元帥から分離し、真の覚醒を遂げた姿。月光の力を秘める。必殺技は天動奥義・月光爆滅破。新八紘の陣の一角。月光砲にバックパック、月光の星、爆星種子島を装着することで月光爆星砲＜ゲッコウバスター＞となる。漫画版では、刀流義守の死がきっかけで覚醒した。
武器
星刀・銀河/爆星種子島＜バスタータネガシマ＞/月光砲
BB戦士 No.166。
武者刀流義守＜ムシャトールギス＞（トールギス）
四魔将の一人刀剣魔将。武羅星とは幼い頃からともに剣術を学んだ仲である。闇元帥に取り込まれた武羅星を救うために百鬼夜行衆を裏切る。真剣形態に変型する。必殺技は天動奥義・突撃貫通斬。新八紘の陣の一角。漫画版では、闇元帥から解放された直後の武羅星を庇ってその一撃を受けて倒されてしまう。以降は登場しないが、『SDガンダムスペシャルアンソロジー』では負傷しつつも一命は取り留めている。
武器
名刀・白夜/硬刃の笠/導刃銃＜ドーバーガン＞
BB戦士 No.165。部下の裏鷹（リーオー）を再現可能。
鬼魔将 邪麗＜ジャレイ＞(キュベレイ)
四魔将の一人。元は神社の巫女・御麗。闇魔神の魂に憑依され武羅星を育てあげ、夜行衆を構築する。
BB戦士では闇元帥の組替えにより再現可能。
亡霊魔将 璽悪＜ジオ＞（ジ・O）
四魔将の一人。『風林火山編』の璽悪が甦った姿。悪辣さは変わらず、砕牙の師匠の息子を人質に取っていた。亡霊のため日の光に弱い。コミックワールドでは武者牙流紅具が頑駄無軍団の間者である事を突き止め、正体を現した大旋鬼頑駄無と交戦。彼の突撃大回転旋風弾を食い止めるも「爆」で止めてしまい部隊もろとも爆死した（「爆」の次は「無」だった）。漫画版では砕牙によって倒される。
赤魔将 魔殺駆＜マザク＞
四魔将の一人。『七人の超将軍編』の魔殺駆が甦った姿で、自らの意志（覇道変化の術）で覇道武者になることができる。コミックワールドでは撃流破頑駄無を『鉄くず野郎』などとバカにした為、彼の怒りを買い倒され、漫画版では天零の輝羅鋼の力によって倒された。
- 武羅星軍団

牙鬼＜ガキ＞（ゾリディア）
切り込み隊。
蘇芳鬼＜スオウキ＞（トムリアット）
空中戦を得意とする。
削岩亀＜サクガンキ＞（ガッシャ）
体の硬さを武器に突撃する。
- 邪麗軍団

旋風鬼＜センプウキ＞（量産型キュベレイ）
風使いのくノ一。
牙車髑髏＜ガシャドクロ＞（ゲドラフ）
車輪(アインラッド)に乗った鬼。
錻力車＜ブリキグルマ＞（ブルッケング）
同じく車輪に乗った鬼。
- 魔殺駆軍団

爪鬼＜ソウキ＞（ゾロアット）
忍術使い。主に真赭鬼の部下をしているが、コミックワールド版で大旋鬼頑駄無の捜索に来た撃流破頑駄無の前に現れた爪鬼は真赭鬼の上司をしていた。真赭鬼が作戦内容をベラベラ喋った為、そこに向かおうとした撃流破頑駄無を止めようとするが「俺の大砲の前に立つな」という警告を無視した為、下半身を吹き飛ばされ死亡した。
真赭鬼＜マソウキ＞（ゾロ（クロノクル専用機））
空中戦の得意な忍術使い。爪鬼達の上司をしている。コミックワールド版では記憶を失った直後の天零を頑駄無軍団の一員と勘違いし爪鬼と共に襲撃。直後、助太刀に入った雷龍頑駄無が龍に変形した事に怯む爪鬼達に檄を飛ばし攻撃を仕掛けるも、神龍雷撃破で吹き飛ばされた。撃流破頑駄無の前に現れた真赭鬼は爪鬼の部下で、聞かれてもいないのに魔殺駆軍団の襲撃計画を喋り（撃流破頑駄無は「行方不明の友を探している」と言っただけ）爪鬼に殴られ、直後に撃流破頑駄無の大砲で上半身を吹き飛ばされ死亡した。
砲壊＜ホウカイ＞（ザクII + スキウレ）
殺駆一族の末裔。移動砲台竜巻砲台（スキウレ）を操作する。
- 璽悪軍団

迅雷＜ジンライ＞（シュツルム・ディアス）
背中に「えれきてる」の蓄積装置を装備する。コミックワールド版では頑駄無軍団の偵察部隊を追撃中に大旋鬼頑駄無の妨害に会い、大旋鬼頑駄無の旋風六角独楽が「炎」で止まった為、体が自然発火を起こし焼死した。
雷雲＜ライウン＞（ジュアッグ）
電撃技が得意。
傀儡入道＜クグツニュウドウ＞（ファントマ）
邪眼での幻覚攻撃を使う。
砕虎導牙＜サイコドーガ＞
上記の砕牙頑駄無。
武者牙流紅具＜ムシャゲルググ＞
上記の大旋鬼頑駄無。
- 下忍三人衆

刀流義守配下の裏鷹（リーオー）三人組。格闘術の闘、剣術の斬、砲術の撃。

## 用語
武神像
天零らの前にあらわれる謎の像。その姿は天空武人を模しているとされる。
BB戦士では天零、雷龍、獣破、砕牙、百烈に付属するパーツを組み合わせて完成させることができる。
百鬼夜行衆
邪麗が魔星の息子として育てられた武羅星を中心に結成した軍団。
モチーフはザンスカール帝国、モビルスーツバリエーションなど。

## コミックワールドと漫画版との相違点
コミックワールド版
- 天零の名を付けたのは獣破となっている。
- 獣破は砕牙と互角に戦っている。
- 終盤で天零が、「鳳炎水凰斬」を使っている（これは號斗丸の技）。武威凰は號斗丸の姿を見る。

漫画版
- 真紅主と冒流刀以外の新風林火山四天王が再登場している（最多は輝龍）。
- 天零の名を付けたのは雷龍となっている。
- 獣破は砕牙との戦闘で雷龍・天零と3人がかりで勝利した。また、「天動奥義・疾風闘刃の術」を使っていない。
- 天零が狩守斗（カリスト）出身であり「武者修行をする」と言ったきり、音信不通であったと言うエピソードが用意されている（第5話）。
- 終盤の闇元帥との戦いに砕牙・獣破・百烈の3人が参加していない。また、「新八紘の陣」も登場しない。
- 大旋鬼と撃流破が、最終話にて登場している。